# Mjellma Berisha
Mjellma Berisha, född 2 juni 1986 i Peja i Kosovo, är en albansk sångerska som blev känd genom The Voice of Albania.
Berisha inledde sin musikkarriär genom att delta i The Voice of Albania. 2012 debuterade hon i Top Fest med låten "Jo" som skrevs av Mithat Sadiku med musik av Leonard Canasi. Året därpå deltog hon i tävlingen för andra året i rad. Hon deltog med låten "Nuk ia vlen" och tog sig till semifinal. Hon deltog våren 2014 i Top Fest 11 med "Ende je". I december 2014 kommer hon att debutera i Festivali i Këngës 53, Albaniens uttagning till Eurovision Song Contest 2015. Hon deltar med låten "Sot jetoj" som skrivits och komponerats av Enis Mullaj.